# Шреттингер, Мартин
Мартин Шреттингер (17 июня 1772, Ноймаркт-ин-дер-Оберпфальц, Германия — 12 апреля 1851, Мюнхен, Германия) — немецкий библиотекарь, библиотековед и теоретик и практик библиотечного дела.

## Биография
Родился 17 июня 1772 года в Ноймаркте. Являлся первым библиотековедом мира, основавшим термин библиотековедение, которое актуально и в наше время. Библиотечной деятельностью занимался с 1800 года, с 1800 по 1802 год работал библиотекарем в Бенедиктинском монастыре. В 1802 году был принят на работу в Мюнхенскую ЦБ и тот проработал там вплоть до своей смерти — занимал должности: обычного сотрудника, хранителя, подбиблиотекаря и внештатного сотрудника.
Скончался 12 апреля 1851 года в Мюнхене.

## Научные работы
Основные научные работы посвящены библиотековедению. Автор ряда научных работ.

### Список научных работ
- Versuch eines vollständigen Lehrbuches der Bibliothek-Wissenschaft oder Anleitung zur vollkommenen Geschäftsführung eines Bibliothekärs. Band 1 (Heft 1–3): 1808-1810; Band 2 (Heft 4): 1829.
- Handbuch der Bibliothek-Wissenschaft. Wien 1834. Nachdruck Weidmann, Hildesheim 2003. ISBN 3-615-00277-6
- Im Besitz der Bayerischen Staatsbibliothek München befinden sich Schrettingers Tagebuch über die Jahre 1793-1850 sowie eine handschriftliche Autobiographie. Teiledition der das Kloster Weißenohe betreffenden Jahre des Tagebuchs in: Josef Pöppel: Weißenohe. Zur Geschichte von Kloster und Pfarrei. Norderstedt 2013, S. 289–445. ISBN 978-3-7322-3580-3.
- Philip Dormer Stanhope of Chesterfield: Die Kunst unter Menschen glücklich zu leben. Aus d. Franz. übers. von Wilibald Schrettinger. Seidel, München, 1802.